# Tony Malmberg
Nils Tony Christian Malmberg, född 2 oktober 1974 i Grästorp, Västra Götalands län, är en svensk sångare, musikproducent och gitarrist. 
Malmberg började sin karriär som gitarrist i dansbandet Sound Express (vinnare av Dansbands-SM 1999). Därefter turnerade han som gitarrist med olika band i flera år tills hans sång blev alltmer uppmärksammad. År 2012 vann han Skaraborgsfinalen av Svensktoppen Nästa stort med låten "A new age begun" (Text & musik: Anders Rane/Calle Kindbom/Jari Kujansuu). 2017 var han med igen med låten Cold Cold Heart under namnet Tony Malmberg and the poor boys, (text och musik: Mattias Ohde). Då kom han 3:a i Skaraborgsfinalen.
Numer är han en erkänd leadsångare i bandet Creedence Tribute  som turnerar i Sverige och Europa med sin succéhyllning till Creedence Clearwater Revival. (Creedence Tribute är delvis ursprunget från Sound Express, Magnus Kvintett m.fl)Han sjunger även med på ett antal House/Dance-produktioner och ingår även i även i den svenska producenttrion Smorgasbord tillsammans med Linda Sonnvik och Patrik Remann som släppte sin debutsingel "Let it go on" 2017 under PR Records Label Group.
Malmberg är även musikproducent och masteringstekniker, han är en av inhouse-producenterna på Vintage Loft Studio tillsammans med Anders Rane och driver även sin egen studio Fate Sound Production.
Han har jobbat med artister som Selkama, Andreas Carlsson & The Moonshine Band, The Rumble, The Playtones, m.fl.